# Brigitte Raskin
Brigitte Raskin (Aarschot, 25 juli 1947) is een Vlaamse schrijfster. Ze is licentiate geschiedenis en heeft als journaliste met die specialiteit sedert het begin van de jaren 70 artikelen geschreven in tijdschriften zoals De Nieuwe Maand van Uitgeverij Kritak. Geschiedkundig onderzoek is meestal ook een aanzet voor haar literaire werk.
Ze werd in de jaren 80 bekend als panellid van het televisieprogramma Namen Noemen.
In 1988 debuteerde ze als schrijfster met Het Koekoeksjong (een reconstructie van het leven van Frans Maes, een kleine crimineel die zij kort gekend had en die verongelukt was) en won daarmee in 1989 de AKO Literatuurprijs en in 1990 de Prijs van de Vlaamse Lezer.
In 2021 werd ze juryvoorzitter van de Boon voor fictie en literaire non-fictie, een toen pas opgerichte Vlaamse literatuurprijs.